# 가에타노 시레아
가에타노 시레아(이탈리아어: Gaetano Scirea ɡaeˈtaːno ʃʃiˈrɛːa[*]; 1953년 5월 25일, 롬바르디아 주 체르누스코 술 나빌리오 ~ 1989년 9월 3일, 우치 주 밥스크)는 이탈리아의 전 축구 선수로, 당대는 물론 역대로도 최고로 손꼽히는 수비수이다. 그는 현역 시절 대부분을 유벤투스에서 보냈다.
시레아는 유럽 축구 연맹과 국제 축구 연맹이 주관하는 모든 공식 구단 유럽대항전 우승을 거둔 6명 중 하나로, 그는 처음 2년 아탈란타에서 지낸 시절을 제외하고 현역 전부를 보낸 이탈리아의 유벤투스에서 달성했다. 국제 무대에서, 그는 이탈리아 국가대표팀에서 10년 이상 활동했고, 부동의 이탈리아 주전 수비수로 프란코 바레시를 1986년에 푸른 유니폼을 반납할 때까지 4년 동안 후보로 밀어냈다. 시레아는 1982년 월드컵의 우승 주역으로, 2차 조별 리그전에서 브라질과의 중요한 경기에서 3-2 승리에 일조했고, 서독과의 결승전에서도 3-1 완승의 주역이었다. 그는 이탈리아를 대표로 월드컵에 두 번 더 출전했는데, 1978년 월드컵에서도 4위의 성적을 냈고, 그 외에도 유로 1980에서 4위로 대회를 마감했다.

## 클럽 경력

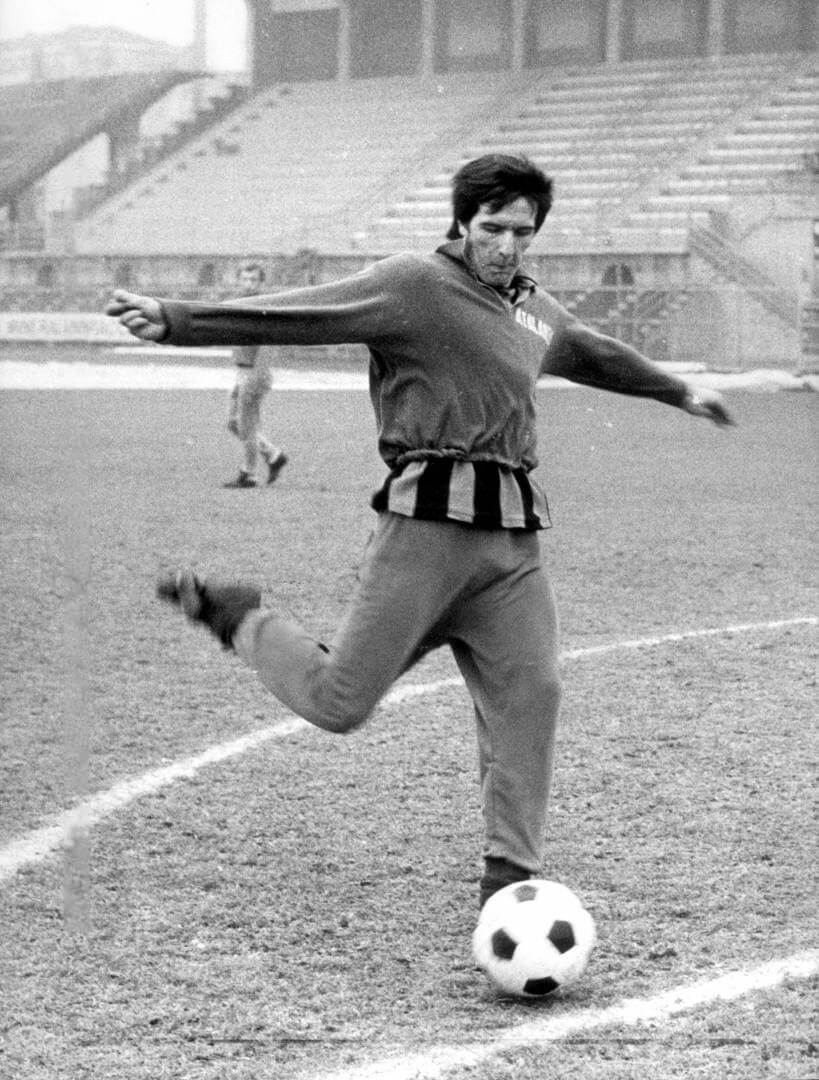
1970년대 초, 아탈란타 훈련의 시레아

시레아는 밀라노 광역시의 체르누스코 술 나빌리오의 시칠리아인 가정에서 출생했다.
시레아는 1972년 9월 24일, 칼리아리와의 경기에서 아탈란타 소속으로 세리에 A 신고식을 치렀다. 그는 아탈란타에서 2년을 몸담은 후 유벤투스로 이적했고, 그는 그 후 은퇴할 때까지 토리노에 머물렀다. 그는 세리에 A에서 도합 397번의 경기에 출전해 24골을 기록했다. 시레아는 유벤투스에서 안토니오 카브리니, 거친 클라우디오 젠틸레, 수문장 디노 초프와 함께 동행하며 큰 성공을 거두었다. 그는 유벤투스에서 활약하며 모든 유럽대항전 및 국내 대회 우승을 경험했다.(세리에 A 7회, 코파 이탈리아 2회, UEFA컵 1회, 컵위너스컵 1회, 유러피언컵 1회, UEFA 슈퍼컵 1회, 그리고 인터콘티넨털컵 1회)
그는 1987-88 시즌을 끝으로 현역에서 은퇴했다. 그는 은퇴 후 유벤투스의 스카우터를 맡았고, 이후 감독진에도 합류했다.

## 국가대표팀 경력

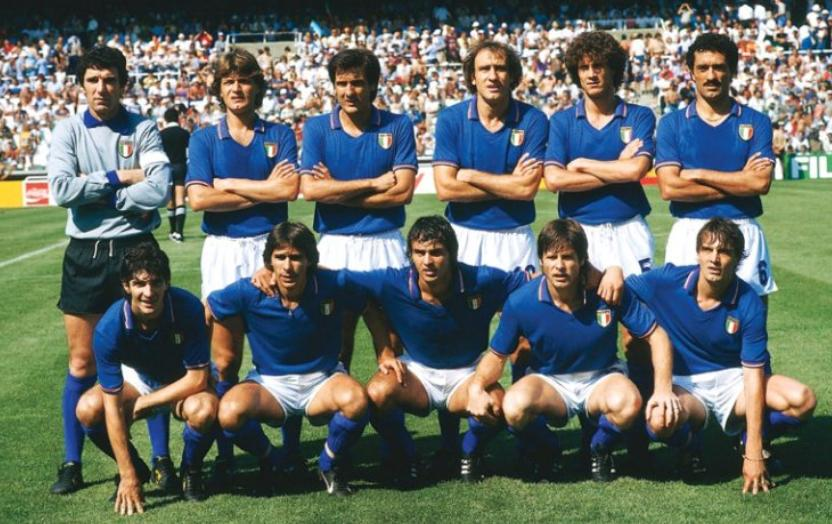
1982년 월드컵에 참가해 우승한 이탈리아 국가대표팀의 시레아(뒷줄, 왼쪽에서 3번째)

시레아는 1975년 12월 30일, 그리스전에서 이탈리아 국가대표팀 첫 경기를 치렀다. 그는 얼마 지나지 않아 엔초 베아르초트호의 기둥으로 도약했고, 3번의 월드컵과 1980년에 안방에서 열린 유럽 선수권 대회에 참가해 이탈리아의 4강행에 공을 세웠고, 시레아는 대회의 선수단 일원으로 선정되었다.
시레아는 유벤투스 동료인 안토니오 카브리니와 클라우디오 젠틸레와 더불어 중앙 수비수 주세페 베르고미와 수문장 디노 초프와 조합되어 이탈리아의 전후 역대 가장 단단한 수비진을 구성했고, 푸른 군단(Azzurri)는 1970년대 말부터 1980년대 초까지 국제 축구계를 주무르던 선수들을 내세웠다.
시레아는 1978년 월드컵에서 인상적인 활약을 펼쳐 이탈리아의 4위에 일조했다. 1982년 월드컵에서는 1차 조별 리그에서 부진하게 시작했지만, 이어지는 2차 조별 리그에서 아르헨티나와 브라질을 모두 제압하고, 준결승전에서 폴란드를 2-0으로 제쳤다. 서독과의 결승전에서 3-1로 이긴 후 시레아는 월드컵 역사에 사라지지 않을 자신의 이름을 새겼다. 그러나, 전환기를 맞은 1986년 월드컵에서는 프랑스와의 16강전에서 패하며 조기에 탈락했다. 시레아는 이 경기가 마지막 이탈리아 국가대표팀 경기였고, 그때까지 그는 국가대표팀 경기에 78번 출전해 2번 골을 넣었다.

## 경기 방식

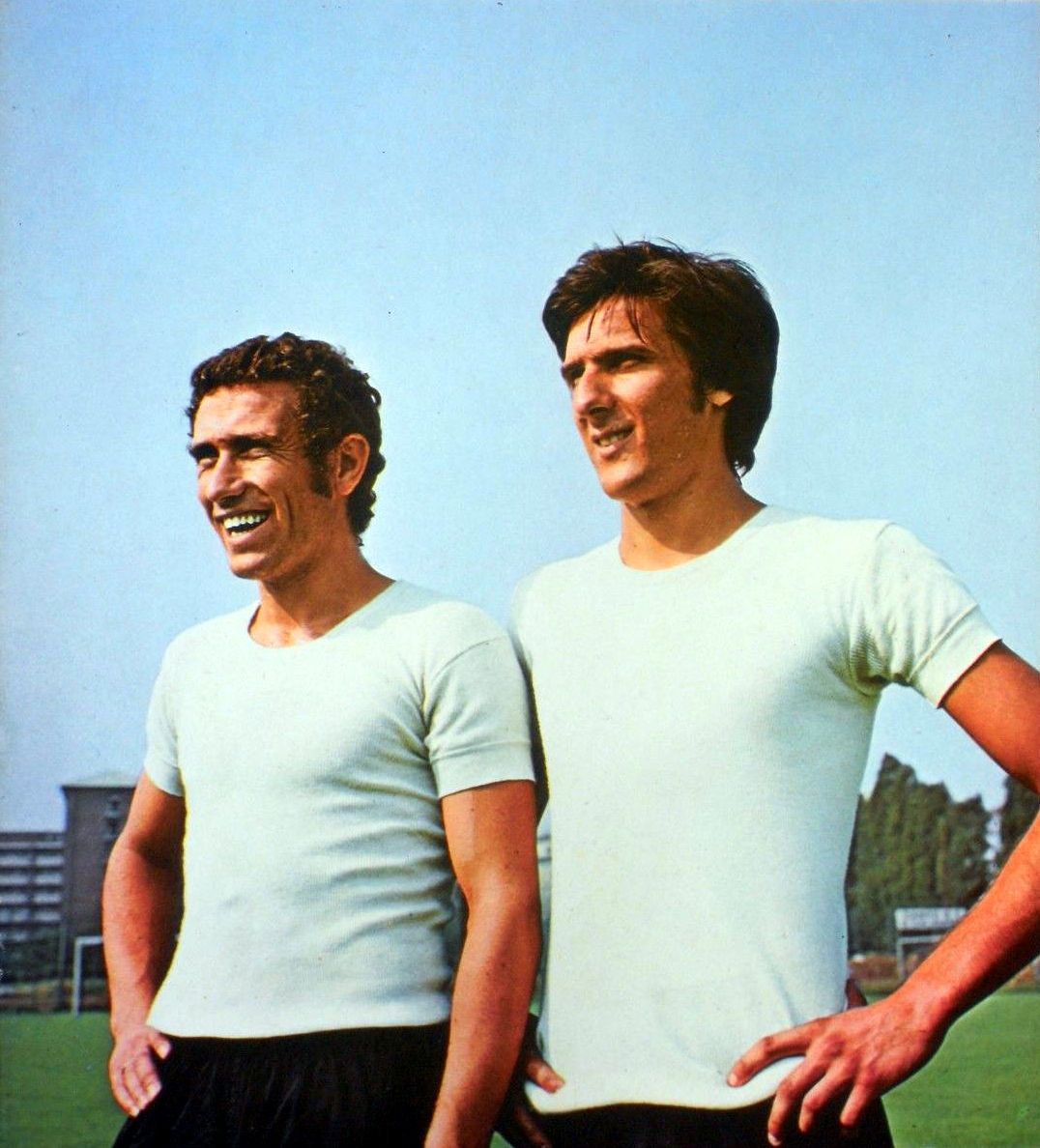
1974-75 시즌에 유벤투스 훈련에 임하는 시레아(오른쪽)와 동료 오스카르 다미아니

시레아는 현대적이며 재능 있는 수비수로, 기술력이 뛰어나며, 역량을 지녔고, 주력과, 우아한 공다르기, 경기를 읽는 능력도 출중했다. 동료인 클라우디오 젠틸레와 대조되게 무자비한 전술로 기용된 다른 수비수들과 달리 시레아는 품격, 신사적인 경기, 그리고 경기 예의를 준수한 것으로 회자된다. 시레아는 현역 시절 퇴장당한 적이 없다. 그는 지도자적 자질도 있어서 유벤투스와 이탈리아 국가대표팀에서 모두 주장을 맡은 전적이 있다.
이전에 미드필더이기도 했던 그는 최후방 수비수, 혹은 자율 수비수 역할로 대게 활약했고, 이 역할을 시야, 공을 잡을 때의 평정심, 그리고 공넘김으로 더욱 발전시켰다. 따라서, 수비벽을 쌓는 것 외에도, 시레아는 수비진에서 전진해 동료의 공격을 전개하기도 했으며, 득점 까지의 전개 과정에 자주 개입하고, 스스로 마무리까지 짓기도 했다. 주력이 떨어지면서, 시레아는 말년에 보다 수비적인 중앙 수비수로 역할을 바꾸었다.

## 사생활
시레아는 마리엘라 카반나를 배우자로 맞이했다. 둘 사이에 아들 리카르도를 두었다. 마리엘라는 남편을 여읜 후 정치계에 입문했다.

## 최후
1989년 여름, 시레아는 유벤투스와 UEFA컵 경기를 치르게 될 구르니크 자브제와의 경기를 관전하러 폴란드로 건너갔다. 1989년 9월 3일, 그가 탄 차량이 밥스크 근처에서 트럭과 정면으로 추돌했다. 차량에는 가솔린 캔 4개가 실려 있었는데,(당시 폴란드에는 가스 파동이 발생해 비상시를 위해 가솔린 캔을 차에 싣고 다니는 일이 흔했다) 추돌과 함께 폭발했고, 시레아도 2명의 동승자와 함께 명을 달리했다.

## 유산
수비적 역량과 경기 예의로 회자되는 시레아는 유소년부의 여러 대회와 공정한 경기상 명칭에 이름을 날렸고, 신사적인 태도와 빼어난 활약상으로써 본보기로 회자되었는데, 가에타노 시레아 경력모범상(Premio Nazionale Carriera Esemplare "Gaetano Scirea")이 있는데, 이 상은 현역 시절에 위업을 세우고, 재능을 뽐냈으며, 신실한 태도를 보인 전설적인 선수들에게 수상되었다. 2005년, 엔초 베아르초트 이탈리아 국가대표팀의 전 감독은 시레아를 기리기 위해 유벤투스에 등번호 6번을 영구 결번할 것을 요청하기도 했다. 유벤투스의 안방 유벤투스 경기장의 남쪽 스탠드와 구 안방인 델레 알피 모두 시레아 스탠드(Curva Scirea)로 불렸고, 이 구역을 유벤투스 울트라가 점거하고 있다.

## 수상
유벤투스
- 세리에 A: 1974–75, 1976–77, 1977–78, 1980–81, 1981–82, 1983–84, 1985–86
- 코파 이탈리아: 1978–79, 1982–83
- 인터콘티넨털컵: 1985
- 유러피언컵
  - 우승: 1984–85
  - 준우승: 1982–83
- 유러피언 컵위너스컵: 1983–84
- UEFA컵: 1976–77
- UEFA 슈퍼컵: 1984

이탈리아
- FIFA 월드컵
  - 우승: 1982
  - 4위: 1978

개인
- 유럽 선수권 대회의 선수단 : 1980[12]
- 이탈리아 축구 명예의 전당 : 2011[19]
- 유벤투스 역대 베스트 : 2017[20]

## 같이 보기
- 모든 국제 클럽대항전을 우승한 선수 목록
- 3대 유럽대항전을 모두 우승한 선수 목록